# Асаткин, Александр Николаевич
Александр Николаевич Асаткин-Владимирский (15 октября 1885 — 2 сентября 1937) — российский революционер, советский военный и хозяйственный деятель, член РВС СССР. Расстрелян в 1937 году. Реабилитирован посмертно.

## Биография
Родился в с. Вознесенское Костромской губ. Образование незаконченное высшее. Член РСДРП(б) с 1904 года, профессиональный революционер. Ответственный организатор Владимирской окружной организации РСДРП(б) в 1906—1907. Делегат с решающим голосом на V (Лондонском) съезде РСДРП. Арестован в Саратове в 1907 году и отправлен в Сибирь в ссылку в Нарымский край. В дальнейшем неоднократно арестовывался, ссылался.
В августе 1917 года был делегатом с правом совещательного голоса на VI съезде РСДРП (большевиков). В 1917 году комиссар труда Иваново-Вознесенской губернии, затем председатель ЦК Союза текстильщиков, член Президиума ВЦСПС. В 1920 году временно исполняющий должность начальника, военком 23-й стрелковой дивизии, член РВС Западного фронта, затем ответственный инструктор ЦК РКП(б). В 1923—1924 годах кандидат в члены Центральной контрольной комиссии РКП(б). С 10 мая до 3 декабря 1924 года член Реввоенсовета СССР. В том же году секретарь Временного Белорусского бюро ЦК РКП(б), 1-й секретарь ЦК КП(б) БелССР. Секретарь Владимирского губкома партии в 1924—1927 годах. Также в 1925—1927 годах член Центральной ревизионной комиссии ВКП(б), председатель правления Всесоюзного сельскохозяйственного банка.
Со второй половины 1930 года до 1931 года председатель исполкома Дальне — Восточного краевого совета. В 1931—1932 гг. — торговый представитель СССР в Японии.
В 1932—1934 годах заведующий сектором машинно-тракторных станций народного комиссариата земледелия СССР. В 1933—1937 годах член ЦК КП(б) Украинской ССР. В 1933—1937 годах член Оргбюро ЦК КП(б)У. В 1934—1937 годах начальник Управления народно-хозяйственного учёта при СНК Украинской ССР, директор Института экономики АН УкрССР и член Президиума АН УкрССР.
26 января—10 февраля 1934 года делегат XVII съезда ВКП(б).
Исключён из состава ЦК КП(б)У постановлением пленума ЦК, проходившего 3 и 4 июля 1937 года в Киеве. На следующий день, 5 июля, арестован. Внесен в Сталинский расстрельный список от 25 августа 1937 года («Центральный аппарат УГБ НКВД Украинской ССР») («за» Сталин и Молотов). 1 сентября 1937 г. выездной сессией Военной коллегии Верховного Суда СССР в г. Киеве приговорён к смертной казни по ст. 54-6 («шпионаж»), ст. 54-7 («вредительство»), ст. 54-8 («террор»), ст. 54-11 («участие в антисоветской троцкистской организации») УК Украинской ССР. Расстрелян в ночь на 2 сентября 1937 года вместе с группой осужденных в/с ВКВС СССР (С. А. Саркисов, Н. А. Алексеев, А. Г. Соколов, И. А. Гаврилов, Р. Я. Потапенко, И. А. Воробьев, В. Н. Струц и др.). Место захоронения — спецобъект НКВД УкрССР «Быковня».
В 1957 году посмертно реабилитирован ВКВС СССР.

## Память
Его именем названа одна из улиц Владимира. Установлена мемориальная доска по адресу где проживал, улица Большая Московская, дом 81.